# Манастир Зимне
Манастир Зимне или Манастир Успење на Светој Гори (укр. Святогірський Успенський Зимненський ставропігійний монастир) је ставропигијални украјински православни пећински манастир који припада Украјинској православној цркви. Налази се на врху Свете Горе која се налази изнад реке Лухе, пет километара јужно од Володимира, Волинске области.

## Историјат
Према монашком предању оснивач Манастира Зимне је Владимир I Велики. Верује се да је на истом месту подигао две цркве и своју зимницу, по којој је село и добило име. Тврди се да се први игуман Кијевско-печерске лавре упокојио на путу из Цариграда у Кијеву у 11. веку. Манастир се први пут помиње у документима 1458. године. Био је под контролом Грчке православне цркве до 1698. године, када се придружио Источној католичкој цркви у заједници са Брестовском унијом. За неколико деценија монашка заједница је престала да постоји. После треће поделе Пољске 1857. је поново оживела као украјинска православна парохијска црква. Године 1893. је поново успостављен као украјински православни женски манастир. Совјети су распустили ово сестринство након анексије Волиније 1939. године након њене инвазије и окупације. Манастир је оживљен током периода немачке окупације, али је 1945. претворен у парохијску цркву након што је ово подручје постало део Украјинске Совјетске Социјалистичке Републике. Након распада Совјетског Савеза је поново отворен 1990, а ставропигијски статус је добио 1996. године.

## Архитектура
Манастир је правоугаоне основе, артикулисан одбрамбеним бедемима са кулама подигнутим у 15. и 16. веку. Сваки зид је пробијен широким луком из 17. века. Једна округла кула у јужном зиду је дозидана у звоник 1898—1899. Четворостубни успенски католикон је изграђен средствима кнеза Фјодора Чарторијског, који је поклонио и два звона од којих је један данас у манастиру. Католикон је завршен и освештен 1495. године када је готички утицај у региону још увек био највећи. По први пут је модернизован 1550. и од тада је обнављан и реконструисан у складу са преовлађујућом идеологијом тог периода. Источне католичке цркве су демонтирале његове бочне куле 1724. године и преобликовале фасаду на тадашњи савремени пољски начин. Руси су преуредили зграду у стилу руског препорода, али је манастир оштећен током Првог светског рата. Поправљали су га Пољаци тридесетих година прошлог века, а кров је поново уништен током Другог светског рата. Пет златних купола је додато касније у 20. веку. Најстарија грађевина у комплексу је минијатурна Тројичка црква 1465—1475. и камена копија волинских цркава брвнара који се налазе на падини планине јужно од катедрале, ван манастирских зидина. Трпезарија из 16. века је посвећена Јулијани Никомедијској и представља најстарију трпезаријску цркву у земљи. Између цркве и манастира се налази улаз у пећине које чине два паралелна ходника спојена у средини. Пећинска црква је посвећена Варламу Печерском.